# Caruya
Caruya är ett släkte av insekter. Caruya ingår i familjen dvärgstritar.
Kladogram enligt Catalogue of Life:
| Caruya | \| \| Caruya aculeata \| \| \| \| \| \| Caruya brevicauda \| \| \| \| |
|        | \| \| Caruya aculeata \| \| \| \| \| \| Caruya brevicauda \| \| \| \| |
|        | Caruya aculeata                                                       |
|        |                                                                       |
|        | Caruya brevicauda                                                     |
|        |                                                                       |